# Karin Guthke
Karin Guthke (n. 23 noiembrie 1956, Berlin, RDG) este o săritoare în apă ce a reprezentat Republica Democrată Germană, medaliată olimpică. A participat la 2 ediții ale Jocurilor Olimpice (1976, 1980) în care a câștigat o medalie de bronz.